# Saint-Jean-de-la-Motte
Saint-Jean-de-la-Motte è un comune francese di 943 abitanti situato nel dipartimento della Sarthe nella regione dei Paesi della Loira.

## Società

### Evoluzione demografica
Abitanti censiti